# Autonome

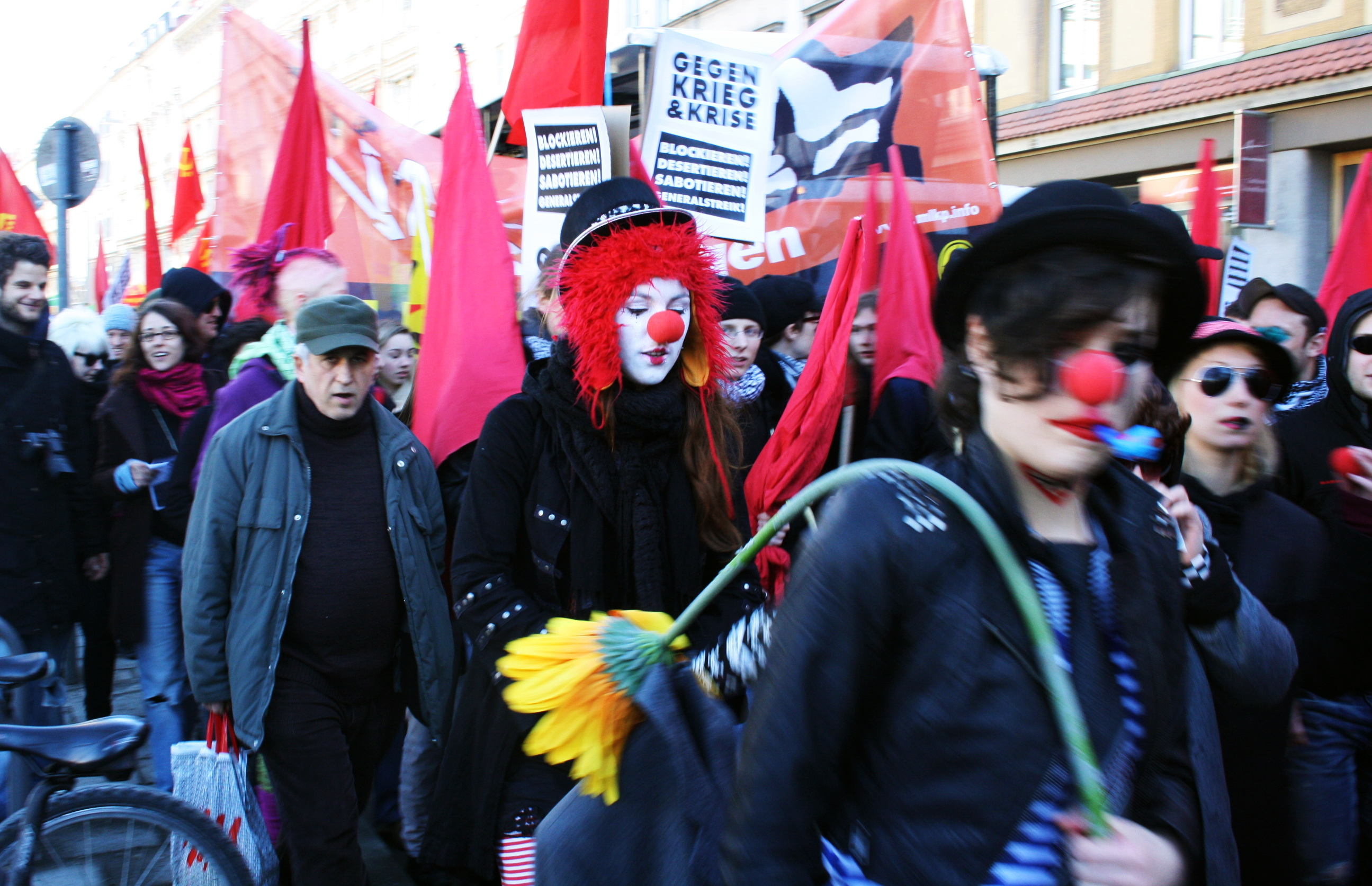
Clown in einer Gruppe von Autonomen in einer Demonstration gegen die Sicherheitskonferenz in München 2011

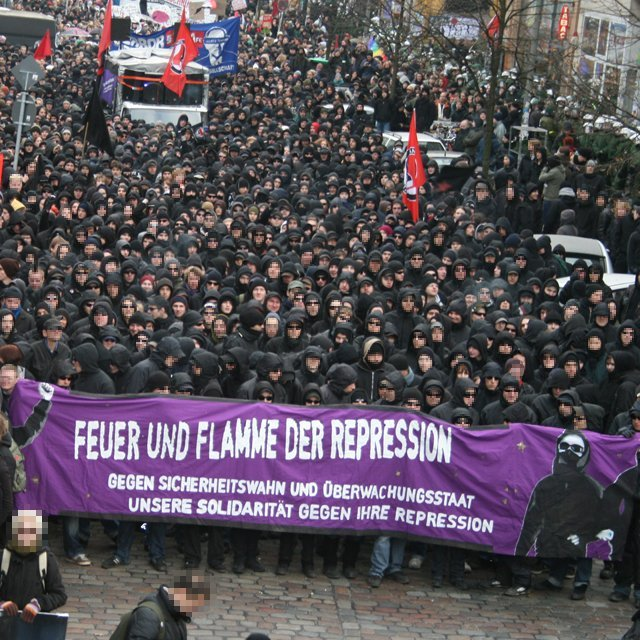
Schwarzer Block bei einer Demonstration in Hamburg, 2007

Als Autonome (altgriechisch: αὐτονομία, autonomía, „Unabhängigkeit, Selbstständigkeit“) oder autonome Gruppen werden heute Mitglieder bestimmter linksradikaler unorthodox-marxistischer Bewegungen bezeichnet, die antiautoritäre, antikapitalistische, sozialrevolutionäre und dem Anarchismus nahestehende Ideale verfolgen. Die zugrunde liegende Theorie wird Autonomismus genannt. Deren Vordenker sind unter anderem Mario Tronti, Antonio Negri, Franco Berardi, Mariarosa Dalla Costa oder Silvia Federici.
Autonome sind in Bezugsgruppen organisiert. Untereinander bestehen lose Verbindungen und Netzwerke. Die Autonomen streben danach, auch unabhängig von der bestehenden Gesellschaftsordnung, selbstbestimmte Freiräume zu schaffen.
Die dominante Perspektive, unter der die Autonomen in den Medien und der personell verwobenen Verfassungsschutz- und Extremismusliteratur wahrgenommen werden, ist die der Gewalt, während für die Autonomen selbst Militanz nur eine nebengeordnete Rolle spielt. Von den Staatsschutz-Behörden Deutschlands, Österreichs und der Schweiz wird die autonome Bewegung als linksextrem eingestuft.

## Herkunft der Bezeichnung
In Italien spielte in Arbeitskämpfen 1968/1969 eine Soziale Bewegung eine große Rolle, die sich „Autonomia Operaia“ nannte, „Arbeiterautonomie“. Die Autonomia Operaia war eine militante Bewegung, deren Demonstrationen von gewaltsamen Auseinandersetzungen mit der Polizei geprägt waren und die Sabotageakte in Fabriken beging. Zu ihr gehörten nicht nur Arbeiter und Studenten, sondern auch Obdachlose und Arbeitslose. Sie grenzte sich stark von der Kommunistischen Partei Italiens und den Gewerkschaften ab und entwickelte eine eigene Theorie, den Operaismus. Eines seiner zentralen Elemente war die Autonomie.

„Die Autonomie eines Arbeiterkampfes, der sich von der gewerkschaftlichen Kontrolle befreit, ist offensichtlich etwas anderes als die Autonomie des ständig bewaffneten Proletariats, das seine Diktatur über die Gesellschaft ausübt.“

Ende der 1970er-Jahre verlor der Operaismus seine Bedeutung, aber dieses Verständnis von Autonomie, nämlich selbstbestimmte politische Kämpfe unabhängig von gewerkschaftlichen oder parteilichen Bindungen, spontane Bewegung unter Verzicht auf Organisation und Führung, gehört seitdem zum Selbstverständnis der „Autonomen“ auch außerhalb Italiens.
Anders als in der italienischen autonomen Bewegung spielen Konzepte und Praktiken des auf Einfluss in der Arbeiterbewegung ausgerichteten Operaismus im deutschsprachigen Raum keine herausragende Rolle.

## Geschichte der Autonomen in der Bundesrepublik Deutschland
Die Autonomen gingen aus der Tradition bestimmter Teile der APO während der Studentenbewegung Ende der 1960er Jahre hervor. Die Neue Linke, die so genannte „Spontibewegung“ und Aktionen der „Spaßguerilla“, beispielsweise von Mitgliedern der Kommune 1 in West-Berlin, übten einen wesentlichen Einfluss auf Inhalte und Aktionen der deutschen Autonomen aus.
In den 1970er Jahren waren es auch Autonome, die im Ruf standen, linksterroristische Gruppen wie die RAF, die Bewegung 2. Juni und besonders die Revolutionären Zellen (RZ) und andere zu unterstützen oder mit ihnen zu sympathisieren. Tatsächlich gab es im Netzwerk der RZ eine Fraktion (insbesondere in West-Berlin), die sich selbst als sozialrevolutionär begriff und deren Mitglieder den Autonomen zugerechnet wurden.
Die ersten Zusammenhänge und Aktivitäten, bei denen sich selbst im auch heute noch gebräuchlichen Sinn als „autonom“ bezeichnende Gruppen auftraten, fielen in den Großstädten des nördlichen Westdeutschlands und in West-Berlin ab 1980 auf. In Berlin bildete sich das erste Autonomen-Plenum im Sommer 1980. Die militanten Proteste gegen die Gelöbnisfeier in Bremen 1980 gelten als wichtiges Datum für die Entstehung der Autonomen und werden gelegentlich auch als Gründungsdatum der autonomen Bewegung rezipiert.
Seit den 1970er Jahren nehmen autonome Gruppen oft an Demonstrationen und Aktionen der neuen sozialen Bewegungen teil, beispielsweise der Friedensbewegung oder der Anti-Atomkraft-Bewegung. Massiver beteiligt waren sie unter anderem an den Auseinandersetzungen und dem Widerstand gegen das Kernkraftwerk Brokdorf um 1981, die geplante Wiederaufarbeitungsanlage in Wackersdorf bis 1986, gegen den Bau der Startbahn West in Frankfurt am Main in den 1980er Jahren. Bis in die Gegenwart beteiligen sich auch viele Autonome an den Aktionen zur Behinderung der Castor-Transporte aus der französischen Wiederaufarbeitungsanlage La Hague ins deutsche Brennelemente-Zwischenlager Gorleben.
Je nach Zielsetzung und Inhalt der Aktionen sind Autonome von den Organisatoren der jeweiligen Demonstrationen und Aktionen mal willkommen und mal unerwünscht. Häufig sind Autonome selbst an den Vorbereitungen beteiligt. Grund für das umstrittene Verhältnis der Autonomen zu anderen Teilen der Neuen sozialen Bewegungen ist unter anderem die Militanz eines Teiles der Autonomen bzw. deren Bereitschaft, je nach Eskalationsphase einer Demonstration oder einer anderen politischen Aktion auch Gewalt, etwa in Form von Wurfgeschossen (Steine, Farbbeutel) oder Schlägereien gegen ihre Gegner, auch gegen die polizeiliche Staatsgewalt, anzuwenden.
Um nicht erkannt zu werden, treten Mitglieder der autonomen Gruppen immer wieder geballt in Teilgruppen und vermummt als so genannter Schwarzer Block (wegen der bevorzugten schwarzen Kleidung) bei Demonstrationen auf. Den Begriff hatte 1981 die Frankfurter Staatsanwaltschaft geprägt, die zahlreiche Autonome wegen Mitgliedschaft in einer terroristischen Vereinigung namens ‚Schwarzer Block‘ vor Gericht bringen wollte. Das uniforme Auftreten in geschlossenen Reihen und als ein nach außen abgesicherter Block setzte sich als Strategie gegen das Vorgehen der Sicherheitskräfte durch, seitdem Helm, Schienbeinschoner, Schutzbrille, Atemmaske als Schutz vor Einsatzmitteln der Polizei vom Gesetzgeber als „passive Bewaffnung“ bei politischen Demonstrationen verboten wurden. Nicht nur die Identifizierung, sondern auch die Festnahme einzelner Mitglieder soll durch das Auftreten im Schwarzen Block erschwert werden. Als Reaktion hierauf wurde 1985 in einer Änderung des Versammlungsgesetzes das Vermummungsverbot erlassen.
Schwerpunktmäßig von den Autonomen besetzte Aktionsfelder bilden in der neueren Gegenwart vor allem die Hausbesetzerbewegung mit Besetzungen leerstehender ungenutzter Wohnräume (beispielsweise in der Hafenstraße in Hamburg), die Antifa (antifaschistische Gruppen mit Aktionen gegen den Rechtsextremismus) sowie die antirassistische Bewegung, beispielsweise mit Solidaritätsaktionen mit Immigranten – etwa unter dem Motto „kein mensch ist illegal“.
In den späten 2000er Jahren entstanden regelmäßige Autonome Vollversammlungen in mehreren Ballungsgebieten als informelle Vernetzungsplattform. 2011 reagierten die Verfassungsschutzbehörden darauf mit erheblicher Ausweitung der Überwachung und dem Einsatz von V-Personen.
Das Bundesamt für Verfassungsschutz beziffert die Anzahl der Autonomen in Deutschland im Verfassungsschutzbericht 2019 auf 7.400 Personen.

### Spaltung/Antisemitismus-Debatte
Die Autonomen waren seit ihren Anfängen stets ein Schmelztiegel verschiedener Fraktionen der radikalen, außerparlamentarischen Linken. Je nach Region und Zeit dominierte dabei die eine oder andere Richtung. So waren z. B. zeitweise Gruppen, die am Anarchosyndikalismus ausgerichtet waren, dominant oder es bestimmten die RAF-nahen „Antiimps“ (Kurzform für Antiimperialisten) die Autonomen stark. Die Autonomen waren schon immer eine sehr heterogene Bewegung – jedoch war es den verschiedenen politischen Spektren möglich, miteinander zu streiten und sich oft dennoch auf ein gemeinsames Vorgehen zu einigen.
Die zwei gegensätzlichen Pole werden grob als „Antideutsche“ auf der einen Seite und „Antiimps“ auf der anderen Seite bezeichnet. Die Spaltung entzündete sich an der Debatte um innerlinken Antisemitismus und die Positionierung im Nahostkonflikt bzw. der Bewertung des 3. Golfkriegs.
Die Positionen sind dabei beiderseits äußerst verhärtet, so dass es bei Zusammenstößen beider Fraktionen auch schon zu körperlichen Auseinandersetzungen kam.
Das „antideutsche“ Lager tritt dabei für die unbedingte Solidarität mit Israel ein und bewertet häufig auch die entsprechende Nahostpolitik der USA positiv. Diese Haltung speist sich vor allem aus der Schoah sowie aus der Kritik am fundamentalistischen Islamismus und den Selbstmordanschlägen.
Die „Anti-Imps“ betrachten die Politik Israels und der USA von ihrem ideologischen Standpunkt aus an sich als imperialistisch und deshalb verbrecherisch. Sie solidarisieren sich im Allgemeinen mit dem „Befreiungskampf des Palästinensischen Volkes gegen die israelische Unterdrückung“.
Zentral für ihre Weltsicht ist die Annahme, dass der Reichtum der Industrienationen auf der Ausbeutung der drei Kontinente Südamerika, Afrika und Asien basiert und der Kapitalismus damit eine geostrategische Dimension bekommen hat: Da selbst die ärmsten Bewohner der Industriestaaten (der „Metropolen“) noch von der Ausbeutung der drei Kontinente (des „Trikont“) profitieren, gibt es in den Industrieländern kein objektives Proletariat mehr, das ein materielles Interesse an einer sozialen Revolution hat. Die Aufgabe der Revolutionäre sei es daher, Befreiungsbewegungen und sozialistische Regime in den Entwicklungsländern zu unterstützen und den militärisch-industriellen Komplex in den Industrieländern durch Sabotage oder auch Intervention in politischen Bewegungen wie Friedensbewegung o. ä. zu bekämpfen. Da Klassenkampf hier auf eine mehr oder weniger militärische Auseinandersetzung reduziert wird (Guerillakrieg im Trikont als höchste Form des organisierten Klassenkampfs), ergibt sich eine gewisse geistige Nähe zur RAF (Rote Armee Fraktion), die ihre Mitglieder in der antiimperialistischen Szene rekrutierte, wobei aber keineswegs alle Antiimps oder deren Mehrheit mit der RAF sympathisierten. Demgegenüber bezeichnen Autonome, die von der Möglichkeit einer revolutionären Veränderung in den Industriestaaten ausgehen, sich als Sozialrevolutionäre (Sozrevs). Die Position der Antideutschen findet sich abgeschwächt bei den Antinationalisten, die jede Art von nationaler Identität als Ethnisierung eigentlich sozialer Gesellschaftsverhältnisse scharf ablehnen und im Unterschied zu den Antideutschen das Verdikt eines deutschen Antizionismus nicht mit einer positiven bzw. zurückhaltenden Beurteilung der US-Politik verbinden. Beide Strömungen gibt es sowohl innerhalb als auch außerhalb der autonomen Szene, z. B. ist die Zeitschrift konkret und auch die Jungle World stark von den antideutschen und antinationalen Diskussionsprozessen beeinflusst.
Die am Anarchosyndikalismus und Anarchismus orientierten Gruppen der Autonomen lehnen unterdessen die Verwendung von Nationalflaggen sowie Solidaritätsbekundungen für Nationen und/oder nationale Befreiungsbewegungen grundsätzlich ab, da sie Herrschaft und Unterdrückung als immanenten Bestandteil des Konstruktes Nation begreifen. Diese Spielart der Autonomen ist zahlenmäßig wahrscheinlich am stärksten und grenzt sich sowohl von Antiimperialisten als auch von Antideutschen ab. 
Ebenfalls eine Weiterentwicklung stellen die sogenannten Postautonomen dar.

## Theorie und Inhalte
Zu den am meisten diskutierten Inhalten in Autonomen Gruppen gehören die Frage von Selbstbestimmung, Selbstorganisation und Militanz sowie die theoretische als auch pragmatische Dimension der direkten Aktion, der Propaganda der Tat, des Empowerments sowie der Politik der ersten Person. Wobei hier die direkte Aktion und die Propaganda der Tat als Methodik, und das Empowerment und die Politik der ersten Person als Didaktik gesehen werden könnte, um zielgerichtete Prozesse innerhalb der Autonomen überhaupt erst möglich zu machen bzw. die angestrebten Ziele der Autonomen letztendlich auch zu erreichen.
Im Verständnis der Autonomen ist es nicht möglich, letztlich autonom (also selbstständig im Sinne von selbstbestimmt) und unabhängig zu sein. Jeder Mensch lebe in einem Geflecht von Abhängigkeiten, was für ein soziales Wesen auch normal sei. Das Hauptaugenmerk liege auf der Frage, inwieweit diese Abhängigkeiten fremd- oder selbstbestimmt seien, wobei angestrebt wird, möglichst ohne Fremdbestimmung leben zu können. Militanz wird in den Autonomen Gruppen im Wortsinn als „kämpferisch“, nicht als „militärisch“ verstanden, wobei als Mittel auch zu Brand- und selten auch zu Sprengstoffanschlägen gegen Sachen wie beispielsweise bei der Organisation Das K.O.M.I.T.E.E. gegriffen wird. Gewalt als Selbstzweck oder als inhaltsleeres Ritual wird abgelehnt. Das Gewaltmonopol des Staates wird in Frage gestellt.
Ziele militanter Aktionen waren und sind neben den beschriebenen Aktionsfeldern auch Sexshops, Veranstalter von Sextourismusreisen und ähnlichem (Sexismus), Ausländerbehörden (Rassismus), Schulungszentren und Treffpunkte von (Neo-)Nazis (Faschismus und Neofaschismus) oder auch einzelne Betriebe, die als besonders ausbeuterisch im Umgang mit Angestellten und/oder der Natur angesehen werden (Kapitalismus).
Zu den theoretischen Grundlagen der Autonomen zählt die „triple oppression“ (Rassismus, Sexismus und Klassismus, wie in „Drei zu eins“ von Klaus Viehmann beschrieben.) Diese verwirft die Vorstellung sozialistischer und kommunistischer Klassiker, nach denen im Kapitalismus der Hauptwiderspruch (nämlich der Konflikt zwischen gesellschaftlicher Produktion und den privaten Besitz der Produktionsmittel) liege, und für die andere Formen von Ausbeutung und Unterdrückung wie Rassismus und Sexismus nur Nebenwidersprüche darstellten. Vielmehr sei jeder Mensch Teil eines Netzes aus allen drei Gewaltformen, die sich nur, je nach Lebenssituation, unterschiedlich stark ausprägten. Seit einigen Jahren erfreut sich auch die Wertkritik steigender Beliebtheit in autonomen Kreisen.

## Gewalt bzw. Militanz
Aus dem Blickwinkel des Verfassungsschutzes und der Extremismusforschung, die sich personell überschneiden, wird den Autonomen Gewalt als legitimes Mittel der politischen Auseinandersetzung zugeschrieben. Sicherheitsbehörden rechnen ihnen den Großteil der links motivierten Gewaltdelikte zu. Ziele sind bei von Demonstrationen ausgehenden vorbereiteten Krawallen häufig Einrichtungen, Fahrzeuge und Gebäude sowie Rechtsextremisten und Polizeibeamte, die mit Feuerwerkskörpern, Flaschen und Steinen beworfen werden. Unterscheiden lässt sich hier zwischen dieser Massenmilitanz und klandestinen Aktionen wie Brand- und Sprengstoffanschläge gegen Autohäuser, Dienstfahrzeuge, Elektrizitätswerke oder Job-Center. Nach diesen Aktionen erfolgen häufig Bekennerschreiben, die in Autonomen-Zeitschriften wie der Interim oder online veröffentlicht werden. Das Anliegen ist hier die Vermittelbarkeit der Taten in das eigene politische Umfeld hinein, weswegen dabei möglichst keine Menschen zu Schaden kommen sollen. Die Ausübung von Gewalt werde von Autonomen zudem als Befreiung von gesellschaftlichen Zwängen erlebt und durch die Szene ästhetisiert. Sie übe darüber hinaus eine Identitäts- und Integrationsfunktion aus. Auch in den Medien werden Autonome vor allem mit Bildern brennender Barrikaden und schwarz vermummter Demonstranten illustriert. Für die Autonomen selbst spielt in ihren Publikationen die Militanz nur eine nebengeordnete Rolle. Wichtiger sind Fragen der politischen Zielbestimmung und der Lebensweisen. Publikationen aus einer Außenperspektive interpretieren die Autonomen als Resultat der Krise des Fordismus und der daraus resultierenden Individualisierungstendenzen.

## Subkulturelle Einflüsse
Ab Anfang der 1980er Jahre übte die aufkommende subkulturelle Punkbewegung mit einer Lebensstil- und Musikrichtung, die sich gegen die kommerzialisierte Rock- und Popmusik ebenso wie gegen konventionelle Mode und Lebensstilrichtungen wandte, einen prägenden kulturellen Einfluss auf große Teile vor allem der noch relativ jungen Autonomen aus. Allerdings gab es immer auch Interessenskonflikte zwischen Punks und den von ihnen so bezeichneten „Automaten“.
Rationale linke Theorie verband sich mit einem „abgefahren-subversiven“ Humor, der in „Organisationen“ wie den Spontilisten Ausdruck fand, die in vielen Studentenparlamenten vertreten waren und Namen führten wie „Die Rebellen vom Liang Shiang Po“, LOLA (Liste ohne lästige Ansprüche) und WAHL-Liste (Wahrhaft Alternative Hochschulliste). Die autonome Gegenkultur zeichnete sich durch eine Vorliebe für „harte“ Musik (Punk, Heavy Metal), sexuelle Promiskuität und einen oft hohen Alkohol- und Drogenkonsum aus. In dieser Szene hatten sowohl die studentische autonome Frauenbewegung, die Männerbewegung und die Schwulenbewegung ihre Wurzeln. Ende der 80er Jahre stiegen viele Frauen aus der „gemischten“ autonomen Szene aus. Das Thema „Sexismus“ gewann an Brisanz, nachdem viele Frauen die an ihnen in der Szene begangenen „sexualisierten Grenzüberschreitungen“ und Vergewaltigungen thematisierten und Konsequenzen einforderten bzw. zogen. So warfen die Frauen in Bochum die Männer nach einer „Sexismusdiskussion“ aus dem gemeinsamen „autonomen Zentrum“ hinaus und erklärten dies zum „autonomen Frauenzentrum“. Oftmals spaltete sich in den stadtweit geführten „Sexismusdiskussionen“ die Szene. Von Seiten der Kritiker der „autonomen FrauenLesben-Szene“ wurde ihnen moralischer Rigorismus vorgeworfen. Tatsächlich blieb die autonome Szene in dieser Frage sehr vielschichtig. So begingen autonome Schwule Anfang der 90er Jahre im Rahmen der „Tunten-Terror-Tour“ vor dem Dom in Fulda ein sogenanntes „Sex-In“. Parallel wurde Vegetarismus/Veganismus zu einem Thema für Teile der autonomen Szene. Hinsichtlich der politischen Militanz fand eine starke Fraktionierung statt: Die einen hielten an behelmten und uniform vermummten Schwarzen Blöcken als ursprünglicher autonomer Demonstrationsform fest, die anderen erklärten dies zu einem „ritualisierten Militanzfetisch“ und entwickelten neue Aktionsformen wie Pink and Silver und politische Trommelgruppen wie Rhythms of Resistance.